# 罗斯·科林奇
罗斯·科林奇（英語：Ross Collinge，1944年11月21日—），新西兰男子赛艇运动员。他曾代表新西兰参加1968年和1972年夏季奥林匹克运动会赛艇比赛，获得一枚金牌和一枚银牌。